# That'll Be the Day
«That'll Be the Day» es una canción escrita por Buddy Holly y Jerry Allison, y publicada por primera vez en 1956, interpretada por Buddy Holly and The Three tunes. Fue grabada también por otros artistas; entre ellos, The Crickets, The Quarrymen (banda que sirvió de base para la formación de The Beatles) y Linda Ronstadt. 
Esta canción se encuentra en el puesto n.º 39 en la lista de las 500 mejores canciones de todos los tiempos según Rolling Stone por la revista Rolling Stone.

## Historia
Poco después, Allison escribió una canción centrada en aquella frase. Ellos primero la grabaron el 22 de julio de 1956, en Decca Records en el estudio en Nashville (Tennessee). El estudio había producido algunas sesiones, pero la grabación de "That'll Be the Day" no fue seleccionado para la publicación. Después de que varios sencillos fracasaron, Decca dejó el contrato con Buddy Holly. Existe una versión distinta con la voz más lenta, esto se debe a que el productor no es el mismo. Esta versión original puede ser oída en la colección de vinilo producida en los años 1980, The Complete Buddy Holly (volumen 2), y también en la nueva edición de MCA del "That'll Be the Day" el álbum, ahora es conocido como The Great Buddy Holly, que contiene grabaciones de las sesiones en Nashville.
"That'll Be the Day" está inspirada en una frase que el personaje interpretado por John Wayne, repite insistentemente en la película The Searchers (Más corazón que odio o Centauros del desierto).

## Escritura
Aunque al principio se le dio el crédito de coescritura de la composición de la canción a Norman Petty, él nunca estuvo implicado en la escritura de la canción, sólo en la producción de esta grabación. Esto era una práctica común en los años 1950 para gerentes o productores a cambio de pasarla por la radio u otras cosas a cambio de un crédito de coescritura, que podría pagar enormes derechos si la canción en cuestión fuera un éxito.

## Grabación
En el año 1957, después de que Holly haya grabado "Love Me", "Don't Come back Tonight" y "Baby, won't you Come out Tonight", él abandonó a Decca, ya que se sentía insatisfecho con su trabajo realizado allí, entonces tuvo la idea de emprender un viaje hacia Clovis, Nuevo México para ir a ver a Norman Petty, con la intención de grabar una nueva versión de "That'll Be the Day". Esta misma canción la había grabado para Decca en Nashville, pero no había tenido éxito, con quien pudo grabar con total libertad creativa. Así, entre el 24 y 25 de febrero de 1957 Holly grabó "That'll Be The Day", junto a "I'm Lookin' For Someone To Love", canción que se convertiría más tarde en el lado B del sencillo.

## Publicaciones

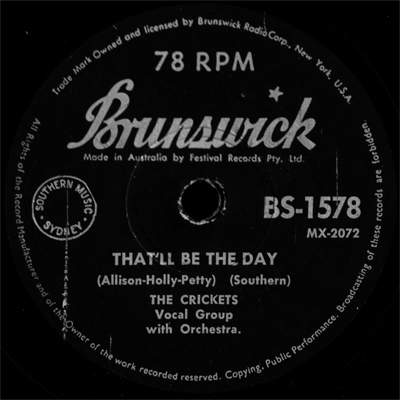
Versión del sencillo "That'll Be The Day", pero a 78 RPM y en disco de 10", por Brunswick Records.

"That'll Be the Day" finalmente fue publicado en sencillo el 27 de mayo de 1957, por Brunswick Records catálogo 55009, junto a "I'm Looking for Someone to Love" como lado B, y fue acreditado a The Crickets, con el reemplazo de Joe B. Moulding por Larry Welborn. El sencillo fue un éxito: llegó al n.º 1 en los Estados Unidos y en el Reino Unido también y en el Cashbox llegó al puesto n.º 3 por veinte semanas.
Luego la canción fue añadida al álbum debut de Holly, The "Chirping" Crickets de 1957. Y después sería añadida de nuevo en un álbum de estudio de Holly, That'll Be the Day, su último álbum de estudio.
Más tarde el grupo entero fue a tocar esta canción junto a "Peggy Sue", en el The Ed Sullivan Show, el 1 de diciembre de ese año.

## Otras publicaciones

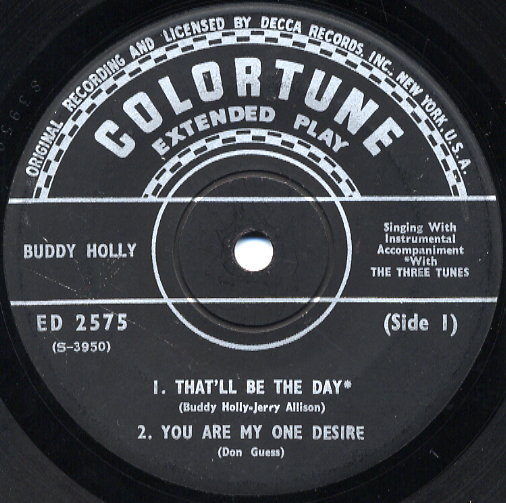
El EP, "That'll Be the Day" junto a "You Are My One Desire".

La canción "That'll Be the Day" fue publicada en el formato de casete single, junto a "Peggy Sue", por MCA Records con el catálogo 54302.
That'll Be the Day fue publicado en formato EP por Decca Records en los Estados Unidos en 1957 con el catálogo 2575, y por Coral Records en el Reino Unido en 1960 con el catálogo 2062. Sin embargo estos EP no fueron muy bien vendidos.

## Créditos
- Buddy Holly - guitarra principal y vocal
- Larry Welborn - Bajo eléctrico
- Jerry Allison - Batería
- Niki Sullivan - vocal
- June Clark - vocal
- Gary Tollett - vocal
- Ramona Tollett - vocal

## Versiones
En 1958 esta canción se transformó en la primera que grabó el grupo The Quarrymen, más tarde conocidos como The Beatles en 1963; su interpretación fue publicada oficialmente en Anthology 1 de 1995. Norman Petty ha vendido los derechos de autor a Buddy Holly y luego vendió el catálogo a Paul McCartney en 1979.
En 1966, la banda chilena Los Mac's lanzaron su propia versión de este tema en su álbum Go Go / 22.
Posteriormente, Linda Ronstadt realizó su versión de esta canción en Los Premios Grammy de 1976 "Hasten Down the Wind". El sencillo llegó al número n.º 11 en el Billboard Pop y n.º 27 Billboard Country Singles. También es incluido en su álbum de grandes éxitos.